# Roots (Sepultura)
Roots è il sesto album in studio del gruppo musicale brasiliano Sepultura, pubblicato il 20 febbraio 1996 dalla Roadrunner Records.

## Descrizione
A livello commerciale è l'album di maggior successo della band, tanto da essersi aggiudicato sette dischi d'oro tra America, Europa e Oceania.
Lo stile di Roots rappresenta un'evoluzione naturale di quello di Chaos A.D., con l'aggiunta di parti più lente che richiamano fortemente i Korn. Questi ultimi attribuiscono parte delle loro influenze proprio ai primi dischi dei Sepultura. Jonathan Davis (cantante dei Korn) è anche presente come ospite nella canzone Lookaway.
Nell'album si verifica la fusione tra il thrash metal e la musica tipica degli indigeni brasiliani. Il gruppo incorpora questi elementi in quasi tutte le canzoni di questo lavoro. Una di esse (Itsári) venne registrata con i Xavante, etnia indigena del Mato Grosso (Brasile). Alcune canzoni contengono la partecipazione (Ratamahatta, Dictatorshit e Endangered Species) o la co-scrittura (Ratamahatta, cantata in portoghese) di Carlinhos Brown, un popolare musicista brasiliano.
Sono anche presenti influenze nu metal derivate dai Korn e dai Deftones, indicati come ispiratori nel libretto del CD.
Roots fu un disco molto influente per la nuova scena metal. Oltre a Davis, anche Mike Patton dei Faith No More e DJ Lethal (ex membro di House of Pain e Limp Bizkit) contribuirono a Lookaway.
Il testo di Attitude venne scritto in collaborazione con Dana Wells, figliastro di Max Cavalera, la cui morte (avvenuta poco dopo l'uscita del disco) fu tra le cause dell'abbandono della band da parte del frontman e della conseguente fondazione dei Soulfly.

## Tracce
1. Roots Bloody Roots – 3:32
2. Attitude – 4:15
3. Cut-Throat – 2:44
4. Ratamahatta – 4:30
5. Breed Apart – 4:01
6. Straighthate – 5:21
7. Spit – 2:45
8. Lookaway – 5:26
9. Dusted – 4:03
10. Born Stubborn – 4:07
11. Jasco – 1:57
12. Itsári – 4:48
13. Ambush – 4:39
14. Endangered Species – 5:19
15. Dictatorshit – 1:26
16. Canyon Jam – 13:16 – traccia fantasma

## Formazione
Gruppo
- Max Cavalera - voce, chitarra, percussioni, berimbau
- Andreas Kisser - chitarra, percussioni
- Paulo Jr. - basso, percussioni
- Igor Cavalera - batteria, percussioni

Altri musicisti
- Carlinhos Brown - voce, djembe (nel brano 4), percussioni (nei brani 4, 13, 14), berimbau (nei brani 13, 14)
- David Silvera - percussioni (nel brano 4)
- Ross Robinson - percussioni (nel brano 4)
- Jonathan Davis - voce (nel brano 8)
- Mike Patton - voce (nel brano 8)
- DJ Lethal - giradischi (nel brano 8)
- The Xavantes Tribe - canto (nei brani 10, 12), percussioni (nel brano 12)

## Classifiche
| Classifica (1996) | Posizione massima |
| ----------------- | ----------------- |
| Australia         | 3                 |
| Austria           | 2                 |
| Belgio (Fiandre)  | 5                 |
| Belgio (Vallonia) | 3                 |
| Finlandia         | 5                 |
| Germania          | 7                 |
| Italia            | 5                 |
| Norvegia          | 8                 |
| Nuova Zelanda     | 8                 |
| Paesi Bassi       | 6                 |
| Regno Unito       | 4                 |
| Stati Uniti       | 27                |
| Svezia            | 5                 |
| Svizzera          | 16                |

## Curiosità
- Esiste su Internet una versione di Roots Bloody Roots, che viene spacciata per un duetto tra Max Cavalera e il cantante lirico Luciano Pavarotti. Tutto ciò si è rivelato falso, in quanto questa cover venne eseguita da un gruppo tedesco, i JBO, e da un cantante con la voce simile a quella di Pavarotti. Esiste anche un'altra versione della canzone che viene erroneamente attribuita al gruppo brutal death metal Cannibal Corpse.[17]